# روبلاكيدو دي أباجو
بلدية روبلاكيدو دي أباجو (بالإسبانية: Rublacedo de Abajo)‏, هي إحدى بلديات مقاطعة برغش, التي تقع في منطقة قشتالة وليون, والتي تقع في شمال غرب إسبانيا.
يبلغ عدد سكانها 34 نسمة وفقاً لإحصائية سنة (2002).